# 제이디 배닉
제이디 배닉은 대한민국의 래퍼다. 2014년 싱글 [각오 (Determination)]로 데뷔했다.

## 방송
- 랩컵 (2024) - Top32(22위)

## 공연
- YNC 콘서트 - 해상전투 (2022)
- 대구도 힙합함 - 대구 (2023)